# Jeditempel
De Jeditempel (Engels: Jedi Temple) is een fictief gebouw uit de Star Wars-saga. Het is een massief gebouw op Coruscant dat het centrum van de Jedi Orde vormde binnen de Galactische Republiek. De Jeditempel is te zien in Star Wars Episode I, II, III en VI.

## Lay-out
De Jeditempel was een enorme Ziggoerat met bovenaan vijf grote torens. Aan de zijkanten waren er allerlei landingsplatformen en hangars aangelegd zodat schepen konden landen. Het gebied rond de Jeditempel noemde men het Tempelgebied. Dit gebied straalde rust uit en was een soort enclave tussen het drukke verkeer en chaotische leven op Coruscant. De Processie Manier leidde naar de grote ingang van de Tempel waar grote standbeelden van de Vier Meesters stonden opgesteld, de vier architecten van de Tempel in zijn huidige vorm.

### Torens
De Jeditempel was voorzien van vijf grote torens.
- Tempel Spits: Dit was de hoogste en meest centrale toren. In tegenstelling tot wat velen dachten, was dit niet de toren waarin de Hoge Jediraad zetelde. Deze toren was er een van meditatie en bekering waar perkamenten en geschriften uit het verleden van de Orde werden bewaard. Gigantische standbeelden van de stichters stonden binnen de toren opgesteld.
- Hoge Jediraad: De hoogste vergadering van de Jedi zetelde in een van de zijwaartse torens.
- Raad van Eerste Kennis: In deze raad werden belangrijke dingen besproken en fungeerde als een adviesorgaan voor de Hoge Jediraad en voor elke Jedi.
- Raad van Verzoening: In deze toren probeerden de Jedi allerlei diplomatieke oplossingen te vinden voor problemen in het universum.
- Raad van de Hernieuwde Toewijzing: Deze raad hield zich bezig met de toekomst van Jedi Jeugdlingen die niet werden gekozen als Jedi Padawan.

### Hoofdgebouw
Het interieur van de Tempel bestond uit talloze gangen, portalen, enorme open ruimtes en trappenhallen die leidden naar allerlei ruimtes die dienstdeden in de Jedi Orde. Binnenin was de Tempel verder versierd met enorme standbeelden van bekende Jedi. De Jeditempel was eigenlijk een volledige leefwereld op zich. De Jedi werkten, mediteerden, vergaderden en woonden in de Jeditempel. Zeker door het Tempel Precinct leek het alsof de Jeditempel een wereld op zich was.

### Locaties
Bekende locaties in de Tempel waren:
- Landbouwstructuur Onderzoekslab
- Kamer van Conclaaf
- Raad van Eerste Kennis
- Raad van Verzoening
- Kamer met de Holomap van het Sterrenstelsel
- Zaal van de Ridderorde
- Jedi Analyse Kamer
- Jedi Archief
- Jedi Instructie Kamer
- Jedi Communicatie Centrum
- Hoge Jediraad
- Jeditempel Hangar
- Jeditempel Kaart Kamer
- Jeditempel Pastorie
- Jeditempel Technologie Centrum
- Jeditempel Schatkamer
- Jedi Trainingszaal
- Jedi Oorlogskamer
- Meerniveau
- Medical Corps Ziekenhuis
- Meditatietuin
- Processie Manier
- Herschikkende Raad
- Kamer der Duizend Fonteinen
- Rotonde Kapels
- Heilige Spits
- Tempel Spits

## Geschiedenis
De Jeditempel werd meer dan vier millennia geleden gebouwd ter vervanging van de tempel op Ossus. Rond 4019 BBY bouwden de Vier Meesters de Tempel in zijn huidige vorm, die van een ziggurat. Na de vernietiging van Ossus trok de Hoge Jediraad naar Coruscant en zetelde zij sindsdien in de Jeditempel. Vanaf dat moment werd ze het centrum van de Jedi Orde.
Die functie vervulde de Jeditempel in de Galactische Republiek tot de Great Jedi Purge toen Darth Vader samen met Clone Troopers op bevel van Palpatine/Darth Sidious de Jedi in de tempel vermoordde in 19 BBY. De Jeditempel werd daarna bezet door Palpatine. Hij plaatse Imperial Sentinels in de tempel om hem te verdedigen tegen plunderaars. In werkelijkheid hadden ze echter de taak om alle terugkerende Jedi te vermoorden. Alhoewel de Tempel schade had aan de aanval, bleef het gebouw wel overeind staan.
In 2 BBY bezocht Galen Marek een paar keer de Jeditempel. Hij vermoordde alle Imperialen en nam het op tegen de verschijningen van Darth Desolous, Darth Phobos en Kento Marek. Op het einde van de Galactische Burgeroorlog stond de Jeditempel nog steeds overeind.

## Verraderlijk
Darth Vader deed zijn aanval gewoon in zijn oude Jedi gewaad en vocht met zijn blauwe lichtzwaard. De Jedi wisten niet dat Anakin Skywalker was overgelopen naar de Sith en hadden totaal geen idee wat Anakin/Darth Vader van plan was. Veel Jedi waren dan ook verrast toen bleek dat Vader niet tegen de aanval van de Clone Troopers vocht, maar juist met ze vocht. Darth Vader maakte gebruik van deze verwarring en zijn aanval was dan ook erg effectief. Het resulteerde in de vernietiging van vele Jedi.

## Bron
- Jeditempel op Yodapedia - Origineel artikel